# Plaza de Santa Bárbara
La plaza de Santa Bárbara, antiguamente también plazuela de Santa Bárbara, es un espacio público de la ciudad española de Madrid. Localizada en el barrio de Justicia, distrito Centro, limita al norte con la plaza de Alonso Martínez y confluyen en ella, por el sur, las calles de Hortaleza, San Mateo, Santa Teresa y Serrano Anguita, y, por su flanco este, la calle de Orellana.

## Historia

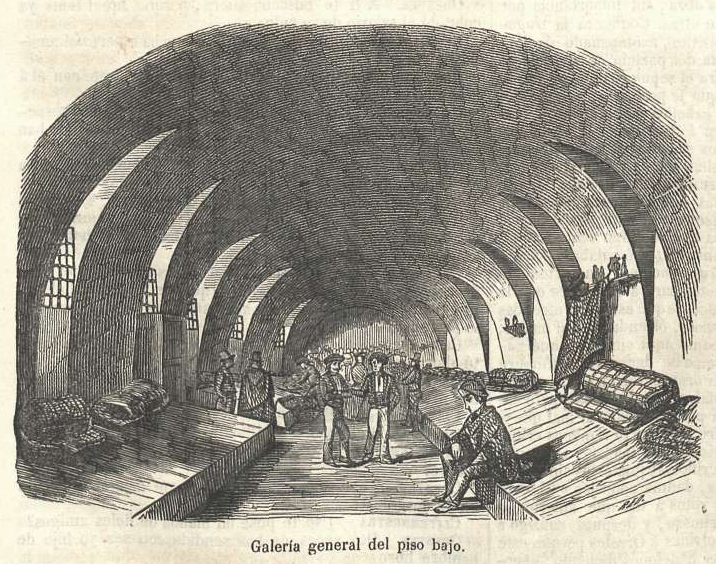
Cárcel del Saladero, galería general del piso bajo, La Ilustración, 1851.

Aparece ya en el plano de Teixeira, aunque sin nombre, y en el de Espinosa, ya con la denominación de Santa Bárbara. Al final del espacio, al norte, se levantaba la puerta de Santa Bárbara. En la plaza se encontraba además un convento, llamado igualmente «de Santa Bárbara», fundado en 1606 y cuya iglesia se terminó de erigir en 1622. Esta última estaba en ruinas a comienzos del siglo xix y su localización se correspondía con el comienzo de la calle de Orellana.
En el siglo xviii se construyó en ella un saladero de tocino, por proyecto del arquitecto Ventura Rodríguez, cuyos muros pasarían a albergar más adelante la cárcel del Saladero, inaugurada hacia 1831 y que aguantaría hasta 1884, cuando sus presos fueron enviados a la recién fundada Cárcel Modelo de Madrid. El presidio se encontraba a mediados de siglo xix en el número 7 de la, por aquel entonces, «plazuela de Santa Bárbara». Albergó también el «Circo Olímpico», un establecimiento de espectáculos fundado hacia 1834.
Entre 1862 y 1866 se erigió en sus aceras, por proyecto de Juan de Madrazo y Kuntz, el llamado palacio del conde de Villagonzalo. Ya en 1889, tenía su entrada por la calle de Hortaleza y su salida por la glorieta de Santa Bárbara, actual «plaza de Alonso Martínez». En 1920 se construyó, por proyecto de Joaquín Pla Laporta, el palacio de los Condes de Guevara. Ya en el siglo xx, en el número 8 de la plaza se encuentra la cervecería Santa Bárbara.